# VIVA Polska
A VIVA Polska (korábbi neve VIVApolska!) egy lengyel 24 órás zene és szórakoztató csatorna volt, melyet 2000. június 10-én indított el a német VIVA Media AG cégcsoport. A lengyel VIVA volt az első fázisa az európai terjeszkedésüknek, melyet követett a magyar, az olasz (rövid ideig élt osztott frekvencián a Rete A-val), az angol és ír változat, végül a svájci verzió.
2012. június 17-én a VIVA Polska 16:9-es képformátumra váltott, és ezáltal a nemzetközileg is elindított új logót kezdte el használni. A csatorna a zenei videókon túl valóságshow történeteket is sugárzott az Eutelsat Hot Bird 13A műholdról. 2015-től kódolt formátumban sugárzott műholdról DVB-S2 szabványban.

## Megszűnése
A csatorna népszerűségének csökkenése miatt 2017. október 17-én megszűnt a sugárzás, helyébe az MTV Music lengyel változata került.

## Műsorai
- 100% VIVA
- European Top 10
- Excused: Odpasasz (Excused)
- In & Out
- Kolejno odlicz, czyli VIVA 10 naj
- Mega Top 10
- Miłość w rytmie kasy
- Nieustraszeni (Fear Factor)
- Operacja: Stylówa
- Ostre gadki
- Piękna i kujon (Beauty and the Geek)
- PL Top 10
- Polska stówa
- Powerlista
- Randka się opłaca
- Spanie z gwiazdami
- Szał ciał
- Top 5 Best of VIVA
- Top 10
- VIVA Pudelek
- VIVA Top 5
- VIVA Top 20
- VIVA Top 50
- Wojna gwiazd

## Műsorvezetők
| VJ               | VIVA     | Műsorai  |
| ---------------- | -------- | -------- |
| Katarzyna Kępka  | 2004 óta | In & Out |
| Nina Kozieradzka | 2013 óta | In & Out |
| Szymon Sokół     | 2013 óta | In & Out |

### Korábbi műsorvezetők
| - Małgorzata Halber - Michał Marcińczyk - Odeta Moro-Figurska - Agnieszka Sielańczyk - Jacek Graniecki - Paweł Kapliński - Tomasz Kleyff - Maciej Gnatowski - Emilia Piotrowska - Mateusz Szymkowiak - Michał Puzio - Magdalena Polańska - Wit Dziki - Michał Marciniak - Aleksandra Kot - Aleksander Sikora (2011-2012) | - Rafał Sieraczek - Marta Berens - Aleks Sokołowska - Łukasz Napora - Róża Kulma - Monika Pachnik - Jacek Zimnik - Pola Szczepaniak - Karol Ronczewski - Piotr Bartosiewicz - Maciej Łuczkowski - Ania - Grzegorz - Andrzej Rodzin - Natalia Jakuła (2008-2012) - Dariusz Rusin (2002-2013) |

## Hivatalos oldal
- Viva Polska[5]